# 李漸榮
李漸榮（9世纪—904年9月22日），唐朝末年妃嬪，唐昭宗的昭仪。
唐昭宗天祐元年八月十一日（904年9月22日），昭宗在何皇后椒殿内，枢密使蒋玄晖带龙武牙官史太等一百人闯入宫中，乱兵闯入内殿搜索。蒋玄晖问：“至尊在哪里？”李渐荣临轩大声哀求：“宁可杀了我们，院使不要伤害陛下！”昭宗刚刚喝醉，急忙起来，穿着单衣绕柱逃跑，史太追上把他杀死。李渐荣用身体遮挡昭宗，也被史太杀死。八月十二日（9月23日），蒋玄晖矫诏称李渐荣、裴貞一谋杀皇帝昭宗，应立辉王李祚为皇太子，代理军国政事。又假传皇后令，太子于灵柩前即位。八月十五日（9月26日），太子即位为唐昭宣帝，时年十三岁。蒋玄晖又矫诏称“昭仪李渐荣、河东夫人裴贞一，今月十一日夜持刃谋逆，惧罪投井而死，宜追削为悖逆庶人。”又对外宣言：“夜间皇帝与昭仪博戏，皇帝醉了，为昭仪所害。”以掩饰自己的弑君行为。